# Une pure coïncidence
Pour les articles homonymes, voir Coïncidence (homonymie).
Pour plus de détails, voir Fiche technique et Distribution.
Une pure coïncidence est un documentaire français réalisé par Romain Goupil et sorti en 2002.
Il a été présenté à la quinzaine des réalisateurs au Festival de Cannes.

## Synopsis
Un sans-papiers raconte son histoire au réalisateur, et décrit le racket auquel les passeurs se livrent au détriment des clandestins.

## Fiche technique
- Titre : Une pure coïncidence
- Réalisation : Romain Goupil
- Distributeur : Les Films du losange
- Photographie : Romain Goupil
- Son : Sophie Chiabaut et Dominique Dalmasso
- Genre : documentaire
- Montage : Nicole Lubtchansky, Catherine Aladenise
- Durée : 90 minutes
- Date de sortie: 29 mai 2002

## Distribution
- Alain Cyroulnik : lui-même
- Romain Goupil : lui-même
- Olivier Martin : lui-même
- Lita Recio : elle-même

## Distinctions
- Grand Prix des Étoiles d'or du cinéma français
- Meilleur film au Festival international du film de Namur